# Shin Hye-jeong
Shin Hye-jeong (hangul: 신혜정; Seul, 10 de agosto de 1993), mais frequentemente creditada na carreira musical apenas como Hyejeong (hangul: 혜정) é uma cantora e atriz sul-coreana. Ela é popularmente conhecida por ser ex-integrante do grupo feminino AOA.

## Biografia
Hyejeong nasceu no dia 10 de agosto de 1993 em Seul, Coreia do Sul. Durante sua adolescência, ela competiu em um concurso de modelos até a terceira rodada preliminar. Durante o concurso, um olheiro da FNC Entertainment descobriu-a e no mesmo ano ela se tornou trainee da gravadora, em agosto de 2010.

## Carreira

### AOA
Hyejeong foi formalmente apresentada como integrante oficial do AOA no dia 16 de julho de 2012. Sua estreia oficial com o grupo ocorreu em 30 de julho no programa musical M! Countdown, onde elas apresentaram o single Elvis. Em meados de 2016, Hyejeong estreou como integrante da segunda unidade do AOA, AOA Cream.

### Atividades individuais

#### 2012-2014: Estreia no AOA e aparições em MVs
Em 8 de agosto de 2012, Hyejeong apareceu no drama A Gentleman's Dignity. Logo depois, ela estrelou o videoclipe I Wish, lançado pelo grupo masculino FT Island em 10 de setembro de 2012. Em outubro, ela teve um papel de apoio no drama Cheongdam-dong Alice. Mais tarde foi revelado que Hyejeong, juntamente com outros oito artistas, iriam se juntar ao programa The Romantic & Idol, exibido pela TVN.
Em 6 de agosto de 2013, Hyejeong foi confirmada para o elenco do drama The Blade and Petal.
Hyejeong apareceu no videoclipe Seoul Lonely, lançado pelo grupo masculino Phantom em 19 de maio de 2014.

#### 2015-2017: Estreina na TV como apresentadora
Em 4 de março de 2015 foi revelado que Hyejeong se tornaria a nova MC do programa de variedades Soulmate Returns, exibido pela MBC. Em 10 de setembro, foi revelado que Hyejeong se tornaria a nova MC novo programa da SBS MTV, Mashup.
Em 2016, Hyejeong foi lançada em seu primeiro papel em um filme, Mysterious Solver, ao lado de Choi Min-hwan do FT Island.
Em março de 2017, Hyejeong foi escalada para o elenco principal da nona temporada do programa Saturday Night Live Korea. O primeiro episódio foi oficialmente exibido em 27 de março.

#### 2018-2020: Vida como modelo e atriz
Em janeiro de 2018, a marca de jeans casual Buckaroo anunciou Hyejeong como sua nova modelo para a temporada primavera/verão de 2018.
Em fevereiro de 2018, foi revelado que Hyejeong terá um papel principal no drama de fim de semana da SBS, Nice Witch, como comissária de bordo Joo Yebin.
Em 2019, Hyejeong junto com Seo Yu-na e Kim Chanmi participarão do reality show AOA DaSaDanang Heart Attack Danang da Lifetime, onde os membros viajarão para Danang, no Vietnã, para uma aventura.
Em fevereiro de 2020, Hyejeong foi escalado para o próximo drama da tvN, 'My Unfamiliar Family'.

#### 2023-Atualmente: Continuação na carreira de atriz e nova empresa
Em 2021, Hyejeong foi escalada para o drama "Love #Hashtag" como Jeong Sora. O drama teve uma recepção agradável em relação aos telespectadores.
Em março de 2023, Hyejeong assinou com a nova agência TH Company.

## Discografia

### Trilhas sonoras
| Ano  | Título                     | Nome           | Duração | Artista |
| ---- | -------------------------- | -------------- | ------- | ------- |
| 2017 | Girls' Generation 1979 OST | "Love Girl"    | 3:42    | Solo    |
| 2021 | Love #Hashtag OST          | "Be The Light" | 3:42    | Solo    |

## Filmografia

### Filmes
| Ano  | Título            | Papel    | Notas           |
| ---- | ----------------- | -------- | --------------- |
| 2017 | Mysterious Solver | Miss Kim | Papel principal |

### Dramas de televisão
| Ano  | Título                         | Papel                     | Emissora            | Notas          |
| ---- | ------------------------------ | ------------------------- | ------------------- | -------------- |
| 2012 | A Gentleman's Dignity          | Irmã de Na Jong-seok      | SBS                 | Cameo          |
| 2012 | Cheongdam-dong Alice           | Han Se-jin                | SBS                 | Papel de apoio |
| 2013 | The Blade and Petal            | Dal-ki                    | KBS2                | Papel de apoio |
| 2018 | Good Witch                     | Joo Ye Bin                | SBS                 | Papel de apoio |
| 2019 | Romance Is a Bonus Book        | Ex-namorada de Cha Eun-Ho | TVN (Coreia do Sul) | Cameo          |
| 2019 | Perfume                        | Son Mi-yu                 | KBS2                | Papel de apoio |
| 2020 | My Unfamiliar Family           | Yoon Seo-young            | TVN (Coreia do Sul) | Papel de apoio |
| 2021 | Midnight Thriller – Supermodel | Kim Soo-min               |                     | Papel de apoio |

### Web Dramas
| Ano  | Título               | Papel      |
| ---- | -------------------- | ---------- |
| 2019 | Can Love Be Refunded | BJ         |
| 2021 | Love#Hashtag         | Jeong Sora |

### Reality shows
| Ano  | Título              | Papel          | Emissora | Notas        |
| ---- | ------------------- | -------------- | -------- | ------------ |
| 2012 | The Romantic & Idol | Membro regular | tvN      | [ 22 ]       |
| 2013 | Cheongdam-dong 111  | Membro regular | tvN      | [ 23 ]       |
| 2018 | King of Mask Singer | Ela mesma      | MBC TV   | Episodio 159 |

### Programas de variedades
| Ano  | Título                    | Papel               | Emissora | Notas                   |
| ---- | ------------------------- | ------------------- | -------- | ----------------------- |
| 2015 | Mashup                    | MC                  | SBS MTV  |                         |
| 2016 | Idol King of Cooking      | Ela mesma           | KOCOWATV |                         |
| 2017 | Saturday Night Live Korea | Papel regular       | tvN      | Temporada 9             |
| 2018 | O Jogo do Detetive        | Magic Girl Hyejeong | Netflix  | Temporada 1, Episodio 7 |

## Prêmios e nomeações
| Ano  | Prêmio                              | Categoria        | Trabalho nomeado | Resultado |
| ---- | ----------------------------------- | ---------------- | ---------------- | --------- |
| 2018 | 26th SBS Drama Awards               | Best New Actrees | Nice Witch       | Nomeada   |
| 2022 | 10th Korean Culture and Arts Awards | Melhor atriz     |                  | Ganhou    |

Lista de prêmios e indicações recebidos por AOA